# Nervus gluteus inferior
Der Nervus glut(a)eus inferior (lat., „unterer Gesäßnerv“) ist ein Nerv des Lenden-Kreuz-Geflechts (Plexus lumbosacralis). Bei Tieren wird er als Nervus gluteus caudalis („hinterer Kruppennerv“) bezeichnet.
Die Ursprungszellen (Wurzelzellen) des Nervs liegen im Lenden- und Kreuzteil des Rückenmarks, beim Menschen vom fünften Lendenwirbel (L5) bis zum 2. Kreuzwirbel (S2), bei den meisten Säugetieren zumeist nur in den ersten beiden Kreuzsegmenten (S1, S2).

## Verlauf
Der Nerv zieht beim Menschen zusammen mit der gleichnamigen Arterie und Vene, dem Nervus ischiadicus, dem Nervus cutaneus femoris posterior, dem Nervus pudendus und der Arteria und Vena pudenda interna durch das sogenannte Foramen infrapiriforme. 
Bei den meisten Säugetieren geht der Nerv vom Truncus lumbosacralis, einem gemeinsamen Ursprungsstrang für Nervus gluteus caudalis, Nervus gluteus cranialis und Nervus ischiadicus ab. Dieser verlässt durch das Foramen ischiadicum majus die Beckenhöhle.

## Innervationsgebiet
Der Nervus gluteus inferior enthält nahezu ausschließlich motorische Nervenfasern und innerviert beim Menschen nur den Musculus gluteus maximus. In der Veterinäranatomie wird dieser Muskel als Musculus gluteus superficialis bezeichnet. Außerdem ist der Nerv bei vierfüßigen Tieren an der Innervation weiterer Skelettmuskeln der Hüftregion beteiligt, nämlich an der des Musculus biceps femoris und des Musculus semitendinosus.
Bei unsachgemäßer intramuskulärer Injektion in das Gesäß kann der untere Gesäßnerv verletzt werden.